# Пятый интернационал

Символ V интернационала

Пя́тый интернациона́л — термин, используемый для обозначения леворадикалов, стремящихся создать новую международную рабочую организацию, основанную на идеологии марксизма-ленинизма или троцкизма, а также считающих себя последователями: Первого, Второго, Третьего (Коммунистического) и Четвёртого (троцкистского) интернационалов.

## Призывы к созданию и поддержка
В ноябре 1938 года семь членов ПОУМ и Четвёртого интернационала заявили о поддержке «борьбы за Пятый Интернационал».
В 1941 году поддержка этого движение была получена также со стороны аргентинского троцкиста Либорио Хусто, покинувшего Четвёртый интернационал.
В 1965 году аналогичную идею поддержал Линдон Ларуш.
В 1994 году создан «Пятый Интернационал коммунистов», состоящий из маленьких троцкистских групп, которые были сплочённы около Движения за социалистическое движение.
В 2003 году Лига за революционный коммунистический интернационал призывала к окончательному образованию «Пятого интернационала» в ближайшие годы. Сама эта организация, имеющая троцкистское происхождение и секции в Австрии, Великобритании, Германии, Пакистане, США, Чехии, Швеции и Шри-Ланке, поменяла название на «Лигу за Пятый интернационал». Она активно популяризовала идею нового интернационала на Европейском социальном форуме.
В 2007 году президент Венесуэлы Уго Чавес, объявил, что будет добиваться объединения левых организаций и партий в Латинской Америке. 21 ноября 2009 года в Каракасе во время первой международной встречи левых сил, Чавес призвал к созданию Пятого Интернационала на территории Венесуэлы в апреле 2010 года, для чего был подготовлен специальный документ. По состоянию на апрель 2010 года документ находился на подписи у Чавеса.
В других странах Латинской Америке нашлись партии, готовые поддержать это предложение — Движение к социализму в Боливии, Сандинистский фронт национального освобождения в Никарагуа, Фронт национального освобождения имени Фарабундо Марти в Сальвадоре, Альянс ПАИС в Эквадоре. Идея также нашла поддержку Международной марксистской тенденции; представители таких сил, как португальский Левый блок, немецкие «Левые» и французская Левая партия, также высказывали интерес, однако нуждались в консультациях в своих партиях. Из компартий поддержку выразила только Коммунистическая партия Кубы. Впрочем, идея Чавеса о Пятом интернационале так и не была реализована.
В неформальных кругах интернета Пятым Интернационалом называют Пиратский Интернационал. Здесь имеет место игра символов — V обозначает римскую цифру «пять» и одновременно служит символом Анонимуса («V is for Vendetta»).

## Использование идеи в литературе
- Джек Кинг. The Fifth Internationale
- Роберт Хайнлайн. The Moon Is a Harsh Mistress
- Роберт Хайнлайн. Solution Unsatisfactory
- Аллен Гинзберг. Howl